# Josef Innerhofer
Josef Innerhofer (* 21. Juli 1931 in Sand in Taufers) ist ein Südtiroler Priester und Publizist und war von 1992 bis 1998 zweiter Leiter des Instituts zur Förderung publizistischen Nachwuchses in München.

## Leben
Vom Drumlerhof in Sand in Taufers gebürtig, besuchte Innerhofer von 1942 bis 1952 das Vinzentinum in Brixen und anschließend das dortige Priesterseminar. 1957 erhielt er die Priesterweihe. In der Folge inskribierte er sich an der Universität Salzburg, wo er mit der 1964 eingereichten Dissertation Geschichte der Pfarre Taufers im Pustertale promovierte. Von 1965 bis 1992 war Innerhofer Schriftleiter des Katholischen Sonntagsblatts der Diözese Bozen-Brixen und von 1992 bis 1998 als Nachfolger von Pater Wolfgang Seibel (Jesuit) zweiter Leiter des Instituts zur Förderung publizistischen Nachwuchses e.V. (ifp) in München. Bis 1993 unterrichtete er zudem Medienpädagogik an der Philosophisch-Theologischen Hochschule Brixen.
Innerhofer galt als enger Freund des Bischofs Wilhelm Egger, den er 1986 der Öffentlichkeit vorstellte. Er fungierte auch als Postulator im Seligsprechungsprozess von Josef Mayr-Nusser.
2011 erhielt Innerhofer die Ehrenbürgerschaft seiner Heimatgemeinde Sand in Taufers.

## Veröffentlichungen (Auswahl)
- Mein geliebtes Südtirol. Papst Benedikt XVI. Bozen (Athesia) 2008, ISBN 978-88-8266-477-0
- Sonne im Schatten. 100 Jahre Jesuheim in Girlan. Bozen 2006
- Er blieb sich selber treu. Josef Mayr-Nusser. Bozen 2005
- Institut zur Förderung publizistischen Nachwuchses (Hrsg.): Wie werde ich Journalist? Augsburg 1993, ISBN 3-629-02002-X
- Professionalität und Unabhängigkeit. Das Institut zur Förderung publizistischen Nachwuchses in München. In: Communicatio Socialis, 25. Jahrgang, Heft 4/1992, S. 367–382
- Antrittsrede von Prof. Dr. Josef Innerhofer. In: Institut zur Förderung publizistischen Nachwuchses (Hrsg.): Im offenen Dialog nach der Wahrheit suchen. Verabschiedung von Pater Dr. Wolfgang Seibel SJ als Leiter des Instituts zur Förderung publizistischen Nachwuchses e. V. am 22. Oktober 1991 im Bonner Presseclub. Dokumentation. München 1992, S. 25–30
- Südtirol unter einem Hirtenstab. 25 Jahre Diözese Bozen-Brixen. Reihe des Presseamtes der Diözese Bozen-Brixen. Band 2. Bozen 1989. ISBN 88-7014-565-4
- Südtiroler Blutzeugen zur Zeit des Nationalsozialismus. Bozen 1985
- Die Kirche in Südtirol gestern und heute. Bozen 1982
- Taufers, Ahrn, Prettau. Die Geschichte eines Tales. 2., überarbeitete Auflage. Bozen 1982
- Treu seinem Gewissen: Das Zeugnis des Josef Mayr-Nusser (1910–1945). Die Biografie zur Seligsprechung. Innsbruck 2016